# 미사일 포탑
미사일 포탑(영어: Missile Turret)은 스타크래프트 종족인 테란의 건물이다. 테란의 기본 건물이자 방어 건물 중에 하나이다.

## 특징
미사일 포탑은 스타크래프트와 스타크래프트 리마스터에선 영단어인 Missile Turret란 영단어를 그대로 한글로 음역한 미사일 터렛이라고 불리며 스타크래프트 2에서는 한국어로 번역한 미사일 포탑이나 유도탄 포탑으로 불린다. 벙커와 더불어 테란의 방어 건물 중에 하나로 벙커와는 달리 미사일 포탑은 지대공 전용 방어 건물이다. 미사일 포탑은 은폐 유닛을 탐지할 수 있는 탐지기(Detector:디텍터)를 가지고 있기 때문에 적 테란의 레이스, 고스트, 적 프로토스의 다크 템플러, 옵저버, 적 저그의 러커와 같은 은폐 유닛이나 잠복(버러우) 유닛들을 탐지하는 역할을 수행하기도 한다. 또한 미사일 터렛은 테테전, 테프전, 테저전에서 모두 중요하게 사용되며 주로 뮤탈리스크, 아비터, 레이스 등을 방어할 때 중요하게 사용된다. 또한 미사일 포탑은 공격 속도도 빠르기 때문에 그만큼 적의 공중 유닛들을 방어하기도 좋다. 다만 캐리어나 배틀크루저는 체력과 방어력이 높아 미사일 터렛만으론 막기 벅찬 유닛이니 이럴 때는 골리앗이나 지대공이 되는 레이스 등으로 막아야 한다. 건설하는데 필요한 선행 건물은 엔지니어링 베이이다. 건설하는데 필요한 가격과 건설 시간은 미네랄:200원, 건설 시간:30초이다. 건물의 능력치는 체력:200, 기본 방어력:0의 능력치를 가지고 있다. 건물로서 체력은 낮은 편이지만 가격이 싸고 일꾼 유닛인 SCV로 수리가 가능한 장점이 있으며 비효율적인 실드가 있는 포톤 캐논에 비해서는 단단한 방어 건물이 된다. 또한 가격이 저렴하기 때문에 무한맵이나 빠른 무한맵에서는 확장 기지나 본진 기지를 미사일 터렛으로 도배하기도 한다. 스타크래프트 2에서는 체력이 250으로 늘고 기본 방어력도 건물 방어력 업그레이드를 하면 0에서 2로 올라가 전작보다 능력치가 더 상향되고 건설 시간도 25초로 더 짧아지는 상향을 받았지만 대신 광물의 가격이 100원으로 전작보다 가격이 바싸졌다.

## 같이 보기
- 스타크래프트
- 테란